# 東京快車
9°00′S 159°45′E / 9.000°S 159.750°E
在瓜達康納爾島戰役期間，日本海軍常在夜間以高速驅逐艦突破美軍的封鎖，向瓜島輸送兵力及物資。美國海軍對此補給作業稱之為「東京快車」。而日軍則稱之為「老鼠運輸」（鼠輸送）。

## 背景
1942年8月7日，美軍登陸瓜達康那爾島，為了保住該島，日軍派出一木支隊增援，為了求快因此不用運兵船而用航速快的驅逐艦運送，該部隊成功登陸，這是東京快車運用的開始。
一開始，因為戰前的作戰計畫，日本驅逐艦是漸減作戰的重要角色，所以運輸任務只被當成臨時性的; 然而美國啟用了亨德森機場後，日軍失去制空權，航速低的運兵船根本無法安全抵達瓜島，因此只能繼續運用驅逐艦，趁著夜晚美軍無法有效使用飛機轟炸的時候運兵增援。日軍內部因為這專跑夜間的行動模式好像老鼠，所以戲稱為鼠輸送。另外還有用大發動艇這類登陸艇的，因為鼠輸送的名稱聯想到，被稱為蟻輸送。

## 運輸效率
驅逐艦航速遠高於運兵船，因此可以在夜晚接近瓜島，午夜時刻抵達，卸下軍隊和運補物資後趁著黎明前離開到安全水域。然而驅逐艦並非為了兩棲作戰設計的，一艘貨輪或運兵船可以運送相當本身空排水量的物資，但一艘2500噸級的陽炎級驅逐艦卻只能搭載15－20噸，相當於150名士兵。另外貨輪的起重機可以吊掛大砲卡車等重裝備，提供完整的部隊作戰支援，驅逐艦只能輸送拆解的砲管等零件，上岸後組裝，因此運輸效率遠比貨輪差。然而在喪失制空權的狀況下，日軍也別無他法。

## 結果和影響
瓜島戰役期間，日軍總共派出350船次的驅逐艦，總共運輸了約2萬人以上。盟軍也發現了日軍這樣的運用，因此也派機艦攔截，發生數次海戰。半年間為了運輸任務，日軍損失14艘驅逐艦，63艘損傷，損失相當的重。因為發現原有驅逐艦設計不適合這種任務，因此在開發新型的丁型驅逐艦時，也特別考慮了運輸任務和生存性，也是這種作戰行動的教訓。

## 相關海戰
為中斷東京快車，美國海軍的驅逐艦多次截擊東京快車，而與日方驅逐艦交戰。
- 埃斯帕恩斯角海戰
- 塔薩法隆加海戰
- 庫拉灣海戰
- 維拉灣海戰
- 聖喬治角海戰